# Lygromma senoculatum
Lygromma senoculatum là một loài nhện trong họ Gnaphosidae.
Loài này thuộc chi Lygromma. Lygromma senoculatum được Eugène Simon miêu tả năm 1893.